# Enaria scapulata
Enaria scapulata är en skalbaggsart som beskrevs av Leon Fairmaire 1903. Enaria scapulata ingår i släktet Enaria och familjen Melolonthidae. Inga underarter finns listade i Catalogue of Life.